# F. R. Wood & Son
F. R. Wood & Son, vorher Frederick R. Wood und Frederick R. Wood & Son, war ein US-amerikanischer Hersteller von Fahrzeugen und Karosserien.

## Unternehmensgeschichte
Frederick R. Wood gründete 1848 das Unternehmen Frederick R. Wood. Der Sitz war in New York City. Er stellte Kutschen her. Später erfolgten Umfirmierungen in Frederick R. Wood & Son und F. R. Wood & Son. Ab 1899 entstanden Kraftfahrzeuge. Der Markenname lautete Wood Electric. 1902 endete die Produktion kompletter Fahrzeuge. Stattdessen wurden nun Karosserien für Automobile hergestellt. In den 1930er Jahren zog das Unternehmen nach Brooklyn. 1939 wurde es aufgelöst.

## Kraftfahrzeuge
Die selbst hergestellten Kraftfahrzeuge waren fast ausschließlich Elektroautos. Die meisten waren Krankenkraftwagen. Als Abnehmer sind die Krankenhäuser St. Vincent’s Hospital, Roosevelt Hospital und Presbyterian Hospital genannt. Es gab auch Lieferwagen und leichte Lastkraftwagen. Personenkraftwagen blieben die Ausnahme. Ein erhalten gebliebener Lieferwagen von 1900 ist im Museum The Henry Ford ausgestellt.
Daneben ist ein Omnibus von 1900 überliefert. Er hatte einen Dampfmotor mit zwei Zylindern. Das Fahrzeug mit der Aufbauform Charabanc bot Platz für 20 Personen. Es wurde zur Pan-American Exposition 1901 in Buffalo gefahren.

## Karosseriebau
Karosserien für Pkw entstanden bis 1926. Genannt sind Aufbauten auf Fahrgestellen von Daimler Motor Company, Duesenberg, Panhard & Levassor, Rolls-Royce Motor Cars, Rolls-Royce of America, Simplex und E. R. Thomas Motor Car Company. Außerdem gibt es Hinweise auf einen Pierce-Arrow.
Außerdem wurden zahlreiche Aufbauten für Nutzfahrzeuge gefertigt.